# Venusia obliquisigna
Venusia obliquisigna là một loài bướm đêm trong họ Geometridae.